# Witoogstruikvliegenvanger
De witoogstruikvliegenvanger (Pachycephalopsis poliosoma) is een zangvogel uit de familie van de Australische vliegenvangers (Petroicidae). Het is een endemische vogelsoort uit Nieuw-Guinea.

## Kenmerken
De witoogstruikvliegenvanger is 16 cm lang. De vogel is donker grijsbruin van boven en veel lichter grijs van onder en heeft een duidelijke witte keel en een witte iris (deze witte iris is op de afbeelding niet te zien, waarschijnlijk omdat de illustrator de vogel nooit levend zag). Deze vogel heeft een verborgen leefwijze en wordt vaker gehoord dan gezien.

## Verspreiding en leefgebied
De witoogstruikvliegenvanger komt voor in het centrale middel- en hooggebergte van Nieuw-Guinea. Het leefgebied bestaat uit tropisch regenwoud en nevelwoud op een hoogte van 400 m tot 2150 m boven de zeespiegel, waarin de vogel leeft dicht bij de bosbodem.
De soort telt vier ondersoorten:
- P. p. approximans: de zuidelijke hellingen van westelijk en centraal Nieuw-Guinea.
- P. p. hunsteini: de noordelijke hellingen van centraal en oostelijk-centraal Nieuw-Guinea.
- P. p. hypopolia: noordoostelijk Nieuw-Guinea.
- P. p. poliosoma: zuidoostelijk Nieuw-Guinea.

## Status
De grootte van de populatie is niet gekwantificeerd maar de soort wordt omschreven als plaatselijk algemeen tot talrijk. Op de Rode lijst van de IUCN heeft deze soort de status niet bedreigd.